# Nur-Astana-Moschee

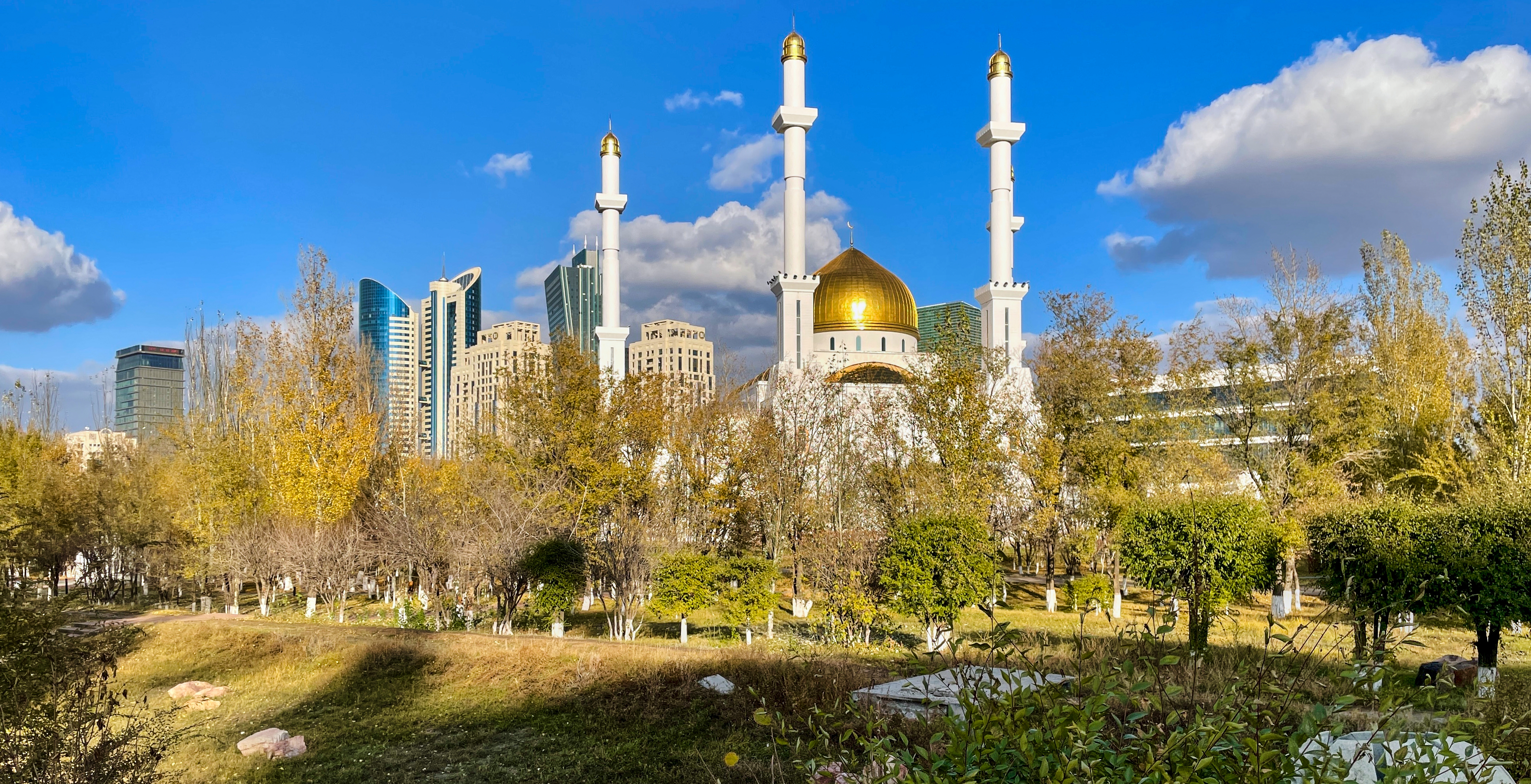
Nur-Astana-Moschee (2021)

Die Nur-Astana-Moschee (kasachisch Нұр Астана мешіті Nūr Astana meşıtı; russisch Мечеть Нұр-Астана) ist eine Moschee in der kasachischen Hauptstadt Astana. Sie wurde nach drei Jahren Bauzeit im Jahr 2005 eröffnet und war bis zur Fertigstellung der Hazrat-Sultan-Moschee die größte Moschee Kasachstans.

## Beschreibung
Die goldene Kuppel der Moschee hat eine Gesamthöhe von 40 Meter und die vier Minarette sind jeweils 62 Meter hoch. Die Höhe der Kuppel steht für das Alter des Propheten Mohammed, als er die Offenbarung erhielt und die Höhe der Minarette symbolisiert das Alter, in dem Mohammed starb.
Die Nur-Astana-Moschee war ein Geschenk vom kasachischen Präsidenten Nursultan Nasarbajew und dem damaligen Emir von Katar, Hamad bin Chalifa Al Thani.